# فالتر هايتلر
فالتر هينريش هايتلر (بالألمانية: Walter Heinrich Heitler)‏ (2 يناير 1904 - 15 نوفمبر 1981) فيزيائي ألماني له مساهمات في كهروديناميكا كمية ونظرية الحقل الكمومي. وقد ادخل الكيمياء في ميكانيكا الكم خلال نظريته رابطة التكافؤ